# Erysimum kykkoticum
Erysimum kykkoticum es una especie de planta fanerógamas de la familia Brassicaceae. Es endémica de Chipre, siendo su hábitat natural la vegetación arbustiva del Mediterráneo y las áreas rocosas. Está tratada en peligro de extinción por pérdida de hábitat.

## Descripción
Crece entre 15 y 50 cm de altura. Las ramas viejas muestran prominentes marcas en las hojas. Estas tienen forma de cuchara de 2 a 6 cm de longitud, son de color verde cubiertas de vellos claros. Tanto las flores como los vástagos estériles, también son velludos. La inflorescencia comienza apretada y luego se abre en un manojo de flores amarillas. Los pétalos tienen entre 12,5 y 14 mm de largo y son ligeramente velludos por la cara externa. Tras la floración brota el fruto con vellos, recto o levemente curvado, comprimido lateralmente y conteniendo pequeñas semillas de 4 a 5 mm de longitud. La floración comienza a mediados de marzo y se prolonga hasta mediados de mayo, mientras que el período de fructificación dura desde junio hasta julio.

## Taxonomía
Erysimum kykkoticum fue descrita por G.Hadjikyriakou & G.Alziar y publicado en Annals of Kirstenbosch Botanic Gardens 82: 336. 1979.
Etimología
Erysimum: nombre genérico que deriva de las palabras griegas: eryomai = "para ayudar o salvar", porque algunas de las especies,  supuestamente, tenían un valor medicinal.